# أخشاب أمغار (بني بويدير)
أخشاب أمغار هو دُوَّار يقع بجماعة بودينار، إقليم الدريوش، جهة الشرق في المملكة المغربية. ينتمي الدوّار لمشيخة بني بويدير التي تضم 8 دواوير. يقدر عدد سكانه بـ 791 نسمة حسب الإحصاء الرسمي للسكان والسكنى لسنة 2004.

## وصلات خارجية
- البوابة الوطنية للجماعات الترابية
- المندوبية السامية للتخطيط